# 北新池古墳
北新池古墳（きたしんいけこふん）は、愛知県小牧市の白山麓にある古墳。大山古墳群に属する。

## 概要
詳しい調査は行なわれていないが、古墳時代に築造されたと考えられている。円墳で、墳丘の大きさは直径が約15m、高さは約3m。
石室の構造は横穴式で、縦幅が3.9m、横幅が1.8m、高さが約1.3m。
現在古墳の南側には、「北新池」と言う名前の小さなため池がある。また一帯は遊歩道兼自然観察施設「ふれあいの森」として整備されている。

## 歴史
- 6世紀後半〜7世紀頃 - 古墳が築造される。
- 1995年（平成7年）10月26日 - 「ふれあいの森」オープン。

## 所在地
- 愛知県小牧市野口地内：「ふれあいの森」内

## 交通手段
- こまき巡回バスの「温水プール前」停留所下車、徒歩で10〜15分。

## 周辺
「ふれあいの森」を参照。